# Saeed Al-Kathiri
Saeed Salem Saleh Salem Al Kathiri, gyakran egyszerűen Saeed Al Kathiri (arabul: سعيد الكثيري; Abu-Dzabi, 1988. március 28. –) egyesült arab emírségekbeli labdarúgó, az élvonalbeli Al Wasl csatára.
2010 óta válogatott.

## Klubcsapatokban
2006 és 2014 közt az Al Wahda tagja volt. 2014-ben szerződött az Al Wasl csapatába.

## Válogatottban
2010-ben mutatkozott be az egyesült arab emírségekbeli labdarúgó-válogatottban. Srečko Katanec szövetségi kapitány behívta a 2011-es Ázsia-kupa-keretbe. 2013-ban a válogatottal megnyerte az Öböl-kupát. 2015-ben Mahdi Ali szövetségi kapitány is számolt vele a 2015-ös Ázsia-kupa-keretben.